# Ken James (cestista)
Kenneth Robert James, detto Ken (Curwensville, 19 gennaio 1945), è un ex cestista australiano.

## Carriera
Con l'Australia ha disputato i Giochi olimpici del 1972.